# Fabrizia Sacchi
Fabrizia Sacchi est une actrice italienne née à Naples le 10 février 1971.

## Filmographie
- 1990 : Tracce di vita amorosa de Peter Del Monte : Beatrice
- 1992 : Nessuno : Nora
- 1993 : Nel continente nero : Federica
- 1995 : Uomini uomini uomini
- 1996 : Blue Line
- 1996 : Isotta : Anna
- 1999 : Il guerriero Camillo : Maria
- 1999 : Ormai è fatta ! : Teresa Fantazzini
- 1999 : The Protagonists de Luca Guadagnino
- 2000 : Je préfère le bruit de la mer : Serena
- 2000 : Tandem : Blanda Tozzi
- 2001 : Come si fa un Martini : Rita
- 2001 : Jurij : Isabella
- 2001 : L'amore probabilmente
- 2002 : Da zero a dieci : Lara
- 2002 : Lei de Tonino De Bernardi
- 2002 : Paz ! de Renato De Maria : Lucilla
- 2003 : La Felicita, le bonheur ne coûte rien : Claudia
- 2005 : Apnea : Monica
- 2005 : Cielo e terra : Lea
- 2005 : Melissa P. de Luca Guadagnino : Daria
- 2009 : Feisbum : Moglie Gavino
- 2010 : La prima cosa bella de Paolo Virzì : Sandra
- 2011 : Questo mondo è per te : Carlotta
- 2013 : Je voyage seule de Maria Sole Tognazzi : Silvia Guerrieri
- 2013 : Stai lontana da me d'Alessio Maria Federici : Simona
- 2015 : La Prima volta (di mia figlia) de Riccardo Rossi : Marina
- 2018 : Suspiria de Luca Guadagnino : Pavla
- 2018 : Zen sul ghiaccio sottile de Margherita Ferri
- 2019 : Domani è un altro giorno de Simone Spada : Gloria
- 2019 : Sassiwood d'Antonio Andrisani et Vito Cea